# MRNA
mRNA eller messenger RNA er den type RNA, der i ribosomerne bliver oversat til protein ved translation. mRNA udgør kun omkring 1% af alt RNA i cellerne, men har alligevel stor indflydelse på cellens funktion, idet proteiner kun kan dannes med mRNA som skabelon. 

## Eukaryoter
I eukaryoter dannes mRNA af enzymet RNA polymerase II i cellekernen ved transskription, og modificeres. Modificeringen består af følgende elementer:
- Capping, hvor der i 5'-enden af pre-mRNA'et tilføjes en cap bestående af tre modificerede nukleotider.
- Polyadenylering, hvor der i 3'-enden tilføjes en hale af et stort antal adenylatrester; dette finder dog ikke sted for mRNA der koder for histoner.
- Splejsning, hvor sekvenser kaldet introns inde midt i pre-mRNA'et fjernes, og de resterende sekvenser kaldet exons sættes sammen; deres rækkefølge kan variere, og det er grunden til at mennesker f.eks. kan producere millioner af forskellige antistoffer, selvom vi kun har omkring 20.000 gener.

Efter mRNA'et er blevet modificeret eksporteres det til cytosolen, hvor det translateres af ribosomer.

## Prokaryoter
I prokaryoter dannes mRNA af RNA polymerase ved transkription. Samtidig med at det dannes sætter ribosomer sig på mRNA'et og går i gang med at translatere det; det står i kontrast til eukaryoter, hvor  transkription og translation er adskilte i tid og rum. Prokaryote mRNA'er koder ofte for flere proteiner; dette kaldes polycistronisk mRNA.

## mRNA-vacciner
En RNA-vaccine eller mRNA-vaccine er en vaccine, der i stedet for at benytte et antigen til vaccination, bruger mRNA, der koder for antigenet.  En vaccine med selvforstærkende RNA (self-amplifying RNA, saRNA) er er en mRNA-vaccine, der også indeholder koden for en replikase, et enzym, som kopierer den oprindelige streng af RNA, når den først er i cellen.